# Gustav Specht (Mediziner)
Gustav Nikolaus Specht (* 25. Dezember 1860 in Schweinfurt; † 24. Oktober 1940 in Erlangen) war ein deutscher Psychiater und Hochschullehrer.

## Leben und Wirken

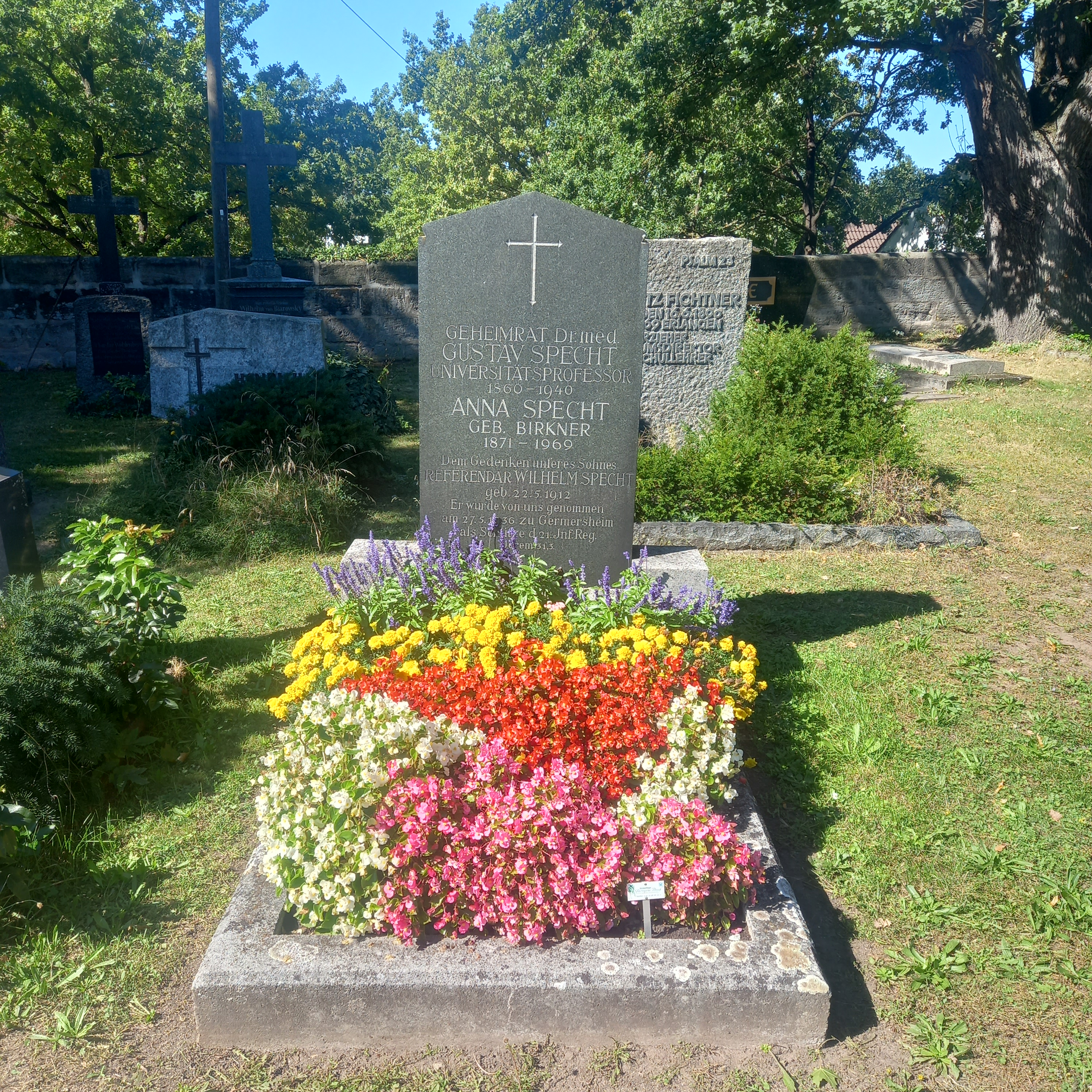
Das Grab von Gustav Specht und seiner Ehefrau Anna (geborene Birkner) auf dem Neustädter Friedhof in Erlangen

Straßenschild in Erlangen

Gustav Specht machte in Schweinfurt Abitur. Er studierte in Würzburg und München Humanmedizin und wurde im Wintersemester 1879/80 Mitglied in der dortigen Studentenverbindung AGV München. 1884 wurde er in München promoviert.
1885 wurde er Arzt an der Heil- und Pflegeanstalt Erlangen und 1897 außerordentlicher Professor. 1903 wurde er zum Ersten Direktor der neu gegründeten Universitäts-Nervenklinik und zum ordentlichen Professor für Psychiatrie an der Friedrich-Alexander-Universität Erlangen berufen. Im akademischen Jahr 1913/1914 war er Prorektor der Friedrich-Alexander-Universität.
Specht erforschte den Angsteffekt im manisch-depressiven Irresein und die Paranoia als Kernfragestellung psychiatrischer Selbstdefinition.
Gustav Specht starb wenige Monate vor Vollendung seines 80. Lebensjahres am 24. Oktober 1940 in Erlangen und fand dort seine letzte Ruhestätte auf dem Neustädter Friedhof, wo sein Grab erhalten ist.

## Ehrungen
- Inhaber des Verdienstordens vom Hl. Michael IV. Klasse m. d. K.[5]
- 1911: Der Studentengesangverein Erlangen, jetzt AMV Fridericiana Erlangen, ernennt ihn zum Ehrenphilister.[6]
- 1962: Die Stadt Erlangen benennt die Gustav-Specht-Straße am nordöstlichen Stadtrand nach ihm.[7]